# Pandercetes palliventris
Pandercetes palliventris là một loài nhện trong họ Sparassidae.
Loài này thuộc chi Pandercetes. Pandercetes palliventris được Embrik Strand miêu tả năm 1911.